# Pierre Karch

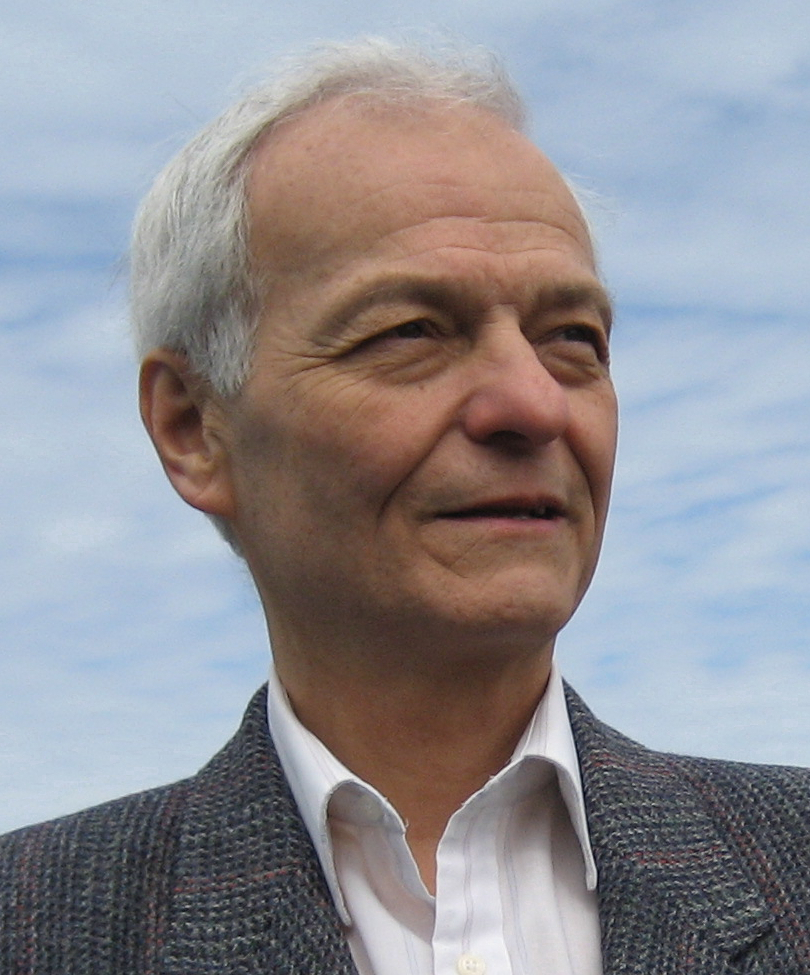
Pierre Karch

Pierre Paul Karch (* 20. Juni 1941 in Saint-Jérôme, Québec, Kanada) ist ein kanadischer Schriftsteller, Romanautor, Verleger und Kritiker französischer Sprache.

## Leben
Karch wurde als Sohn von Albert Karch und Lucienne Tellier geboren. An der Universität Ottawa schloss er 1961 mit dem Bachelor of Arts in Psychologie und Französisch und 1963 mit dem Master of Arts in Französisch ab. Von 1963 bis 1965 arbeitete er als Professor am „Collège universitaire de Rouyn-Noranda“, heute Université du Québec en Abitibi-Témiscamingue (UQAT). Danach begann er eine Promotion an der Université de Toronto, die er 1967 abschloss. Von 1967 bis 2004 war er Professor für Literatur am Collège Glendon der Universität York. Am 17. Mai 1972 heiratete er Mariel O’Neill. 1984 war er Gründungsmitglied der écrivains de langue française du Toronto métropolitain. Von 1985 bis 2012 war ein Mitglied der Redaktion la revue de la nouvelle XYZ. Er hat Geschichten und Kurzgeschichten in Magazinen wie Atmosphères, Les Cahiers bleus (Frankreich), Casa de las Americas (Kuba), Liaison, Liberté (Québec), Nouvelle donne (Frankreich), Rauque, RegArt (Belgien), Le Sabord, Stop, XYZ und Virages veröffentlicht. Er schrieb Theaterkritiken für CJBC, Radio-Canada und L’Express de Toronto.

## Werke

### Romane
- 1982: Baptême, Sudbury, Prise de parole.
- 1988: Noëlle à Cuba, Sudbury, Prise de parole.
- 1998: Le nombril de Scheherazade, Sudbury, Prise de parole.
- 2007: Noëlle à Cuba, Sudbury, Prise de parole, coll. « BCF », préface de Pierre Hébert.

### Nouvellen
- 1981: Nuits blanches, Sudbury, Prise de parole.
- 1991: Jeux de patience, Montréal, XYZ éditeurs, coll. « L’Ère nouvelle ».
- 2011: Nuages, Montréal, Lévesque éditeur, coll. « Réverbérations ».

### Essay
- 1995: Les ateliers du pouvoir

### Kritische Ausgaben
(in Zusammenarbeit mit Mariel O’Neill-Karch)
- 2001: Régis Roy (1864–1944), Choix de nouvelles et de contes, Ottawa, Éditions David, coll. « Voix retrouvées », S. 259
- 2002: Augustin Laperrière (1829–1903), Les pauvres de Paris, Une partie de plaisir à la caverne de Wakefield ou Un monsieur dans une position critique et Monsieur Toupet ou Jean Bellegueule, Ottawa, Éditions David, coll. « Voix retrouvées », S. 211
- 2006: Théâtre comique de Régis Roy (1864–1944), Ottawa : Éditions David, coll. « Voix retrouvées », S. 358

### Anthologien und Wörterbücher
(in Zusammenarbeit mit Mariel O’Neill-Karch)
- 1974: Options. Choix de textes canadiens-français. Toronto: Oxford University Press.
- 1996: DICLOF. Dictionnaire des citations littéraires de l’Ontario français depuis 1960, Vanier, L’Interligne,
- 2006: DICLOF. Dictionnaire des citations littéraires de l’Ontario français depuis 1960, deuxième édition, revue et mise à jour, Vanier, L’Interligne, coll. « BCF »

## Literarische Auszeichnungen
- 1971: « La bague », Preisträger des zweiten internationalen Wettbewerbs Geschichten und Nachrichten aus der französischen Welt
- 1990: « Le chien d’Evora », Preisträger des Nachrichtenwettbewerbes der Zeitschrift Stop